# Shakespeare's Globe
Il Shakespeare's Globe è un teatro londinese sito nel borgo di Southwark. Il teatro, costruito nel 1997, è una ricostruzione del Globe Theatre, lo storico teatro che ospitò la compagnia teatrale di William Shakespeare prima di essere demolito nel 1644.

## Storia
Nel 1997, con una grande operazione politico-culturale, il teatro fu ricostruito, con notevoli difficoltà e critiche, dato che non esisteva un progetto su cui basarsi.
Il teatro, indiscutibilmente associato alla figura shakespeariana, è diventato il simbolo stesso della britannicità in tutto il mondo ed è al centro di una fiorente industria legata al grande drammaturgo: esistono veri e propri tour per visitare i luoghi emblematici di Shakespeare, tra cui non può mancare il Globe Theatre.
La ricostruzione del teatro fu fortemente voluta dall'attore e regista statunitense Sam Wanamaker e cominciò nel 1987 con l'avvio del progetto, per essere terminata nel 1997, a Wanamaker scomparso.
Il teatro si trova leggermente spostato rispetto alla sede dove sorgeva originariamente in epoca elisabettiana, poiché il vero sito del Globe dei tempi di Shakespeare è ora occupato da un condominio. Accanto al cancello, una targa d'ottone ricorda che le fondazioni del complesso poggiano sul sito originario del teatro, vicino al luogo dove sorgeva un altro teatro d'epoca elisabettiana, il Rose Theatre.
Il Globe Theatre ospita ogni anno una nutrita stagione teatrale che si svolge da maggio a ottobre e che segue la volontà di Sam Wanamaker, programmando ogni anno almeno un'opera Shakespeariana eseguita da una compagnia completamente maschile e utilizzando costumi elisabettiani. La Prologue Season, ovvero la primissima stagione di spettacolo nello Shakespeare's Globe Rebuilt ha aperto nel 1996 con I due gentiluomini di Verona di William Shakespeare.
Attualmente ad occuparsi della direzione artistica del teatro è l'attrice e regista Michelle Terry, che ha preso il posto di Emma Rice nell'aprile del 2018.
Nella versione attuale il teatro ospita fino a 1 600 persone, comprensive dei 600 posti in piedi di platea.
L'attore statunitense Al Pacino, ipotizzando la produzione cinematografica di Riccardo III di Shakespeare, ha visitato il cantiere del teatro nel 1996. Trovandosi a fare i conti col mito di Shakespeare si è dovuto interrogare sulla ricezione del pubblico americano della pellicola e ha dovuto anche affrontare il tema della presunta incapacità degli attori americani di recitare pezzi shakespeariani a causa del forte accento.
Nel 2014 è stata aperta una seconda sala, la Sam Wanamaker Playhouse, una ricostruzione di un teatro giacomiano illuminato esclusivamente da candele per le rappresentazioni al chiuso.

## Direttori artistici
- Mark Rylance (1995-2006)
- Dominic Dromgoole (2006-2016)
- Emma Rice (2016-2018)
- Michelle Terry (2018-in carica)

## Galleria d'immagini

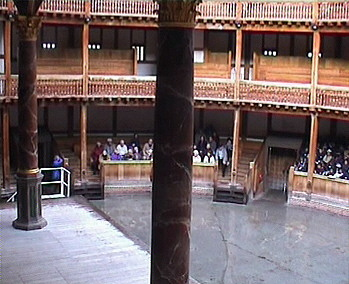
Vista dal palco del Globe Theatre ricostruito
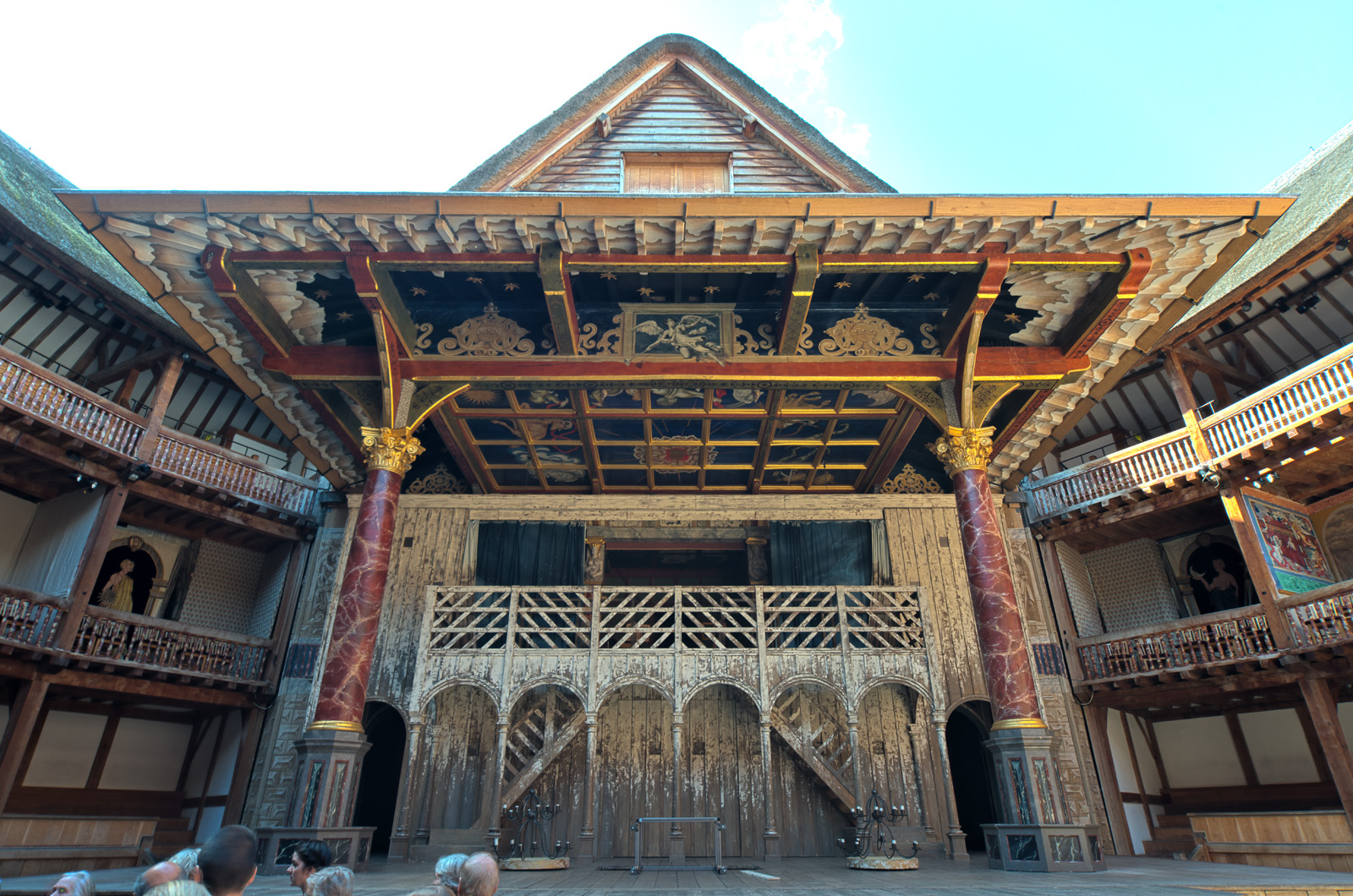
Il palco del Globe Theatre
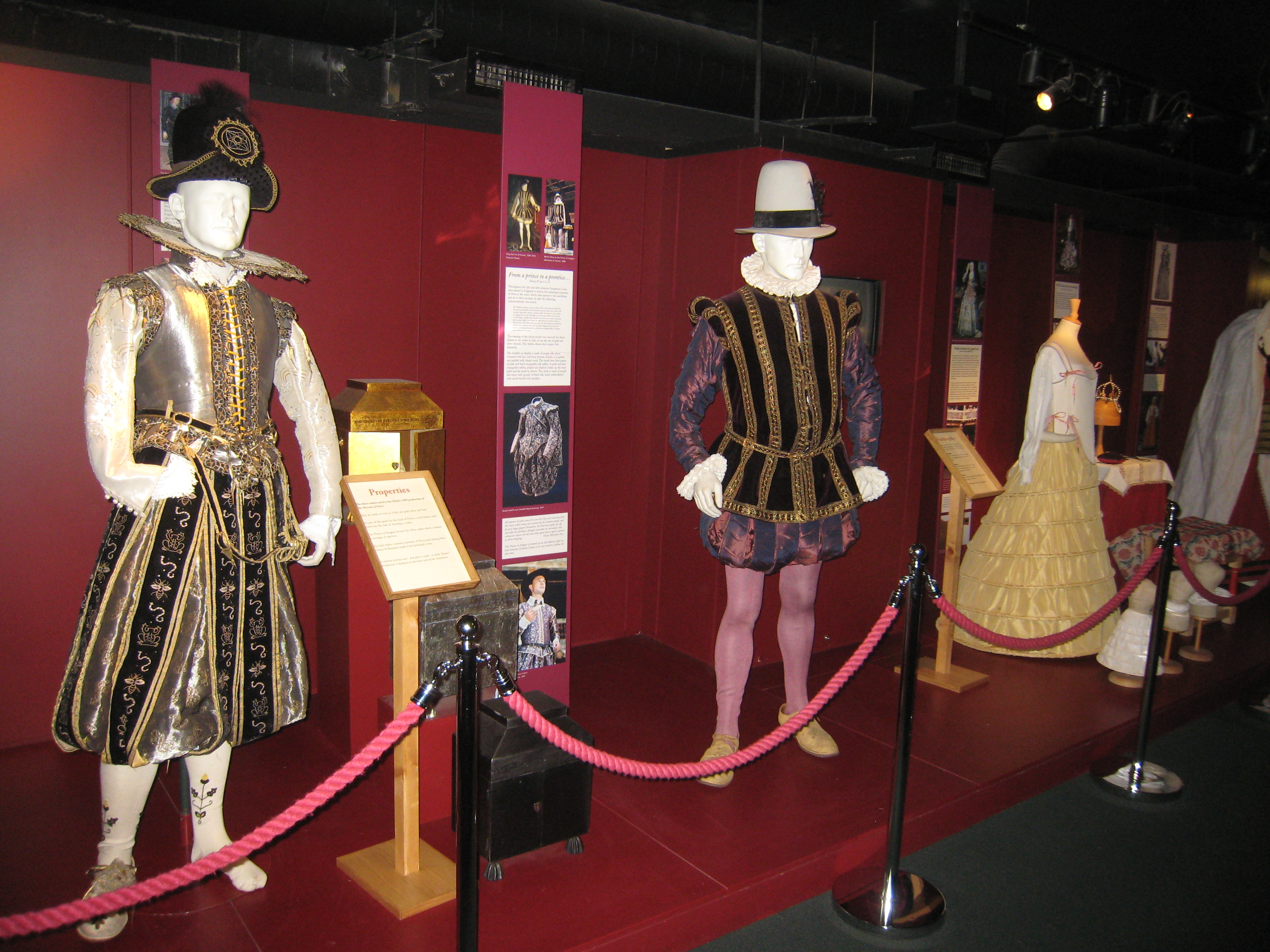
Il museo del teatro
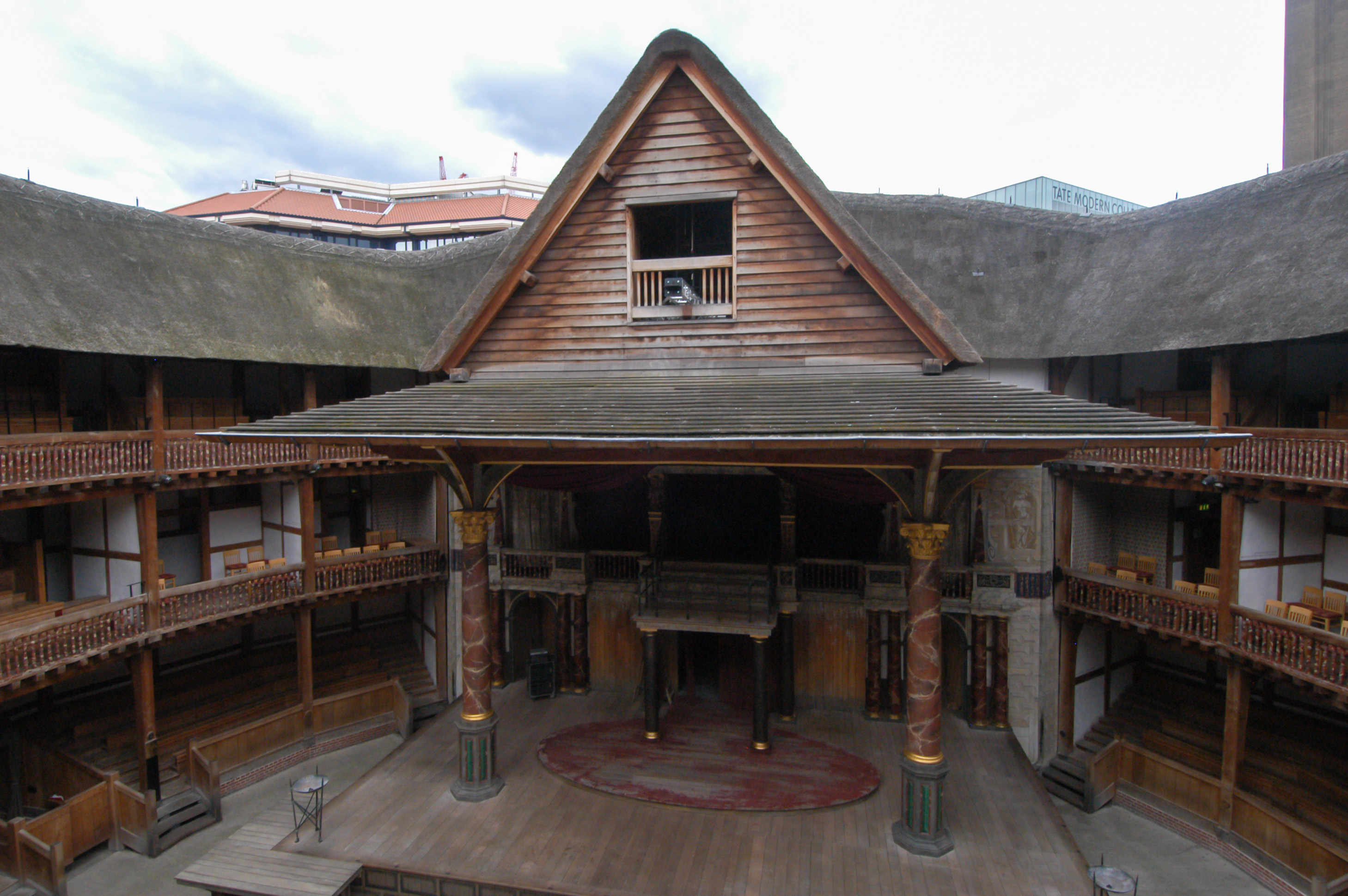
Vista del palco dalla terza galleria
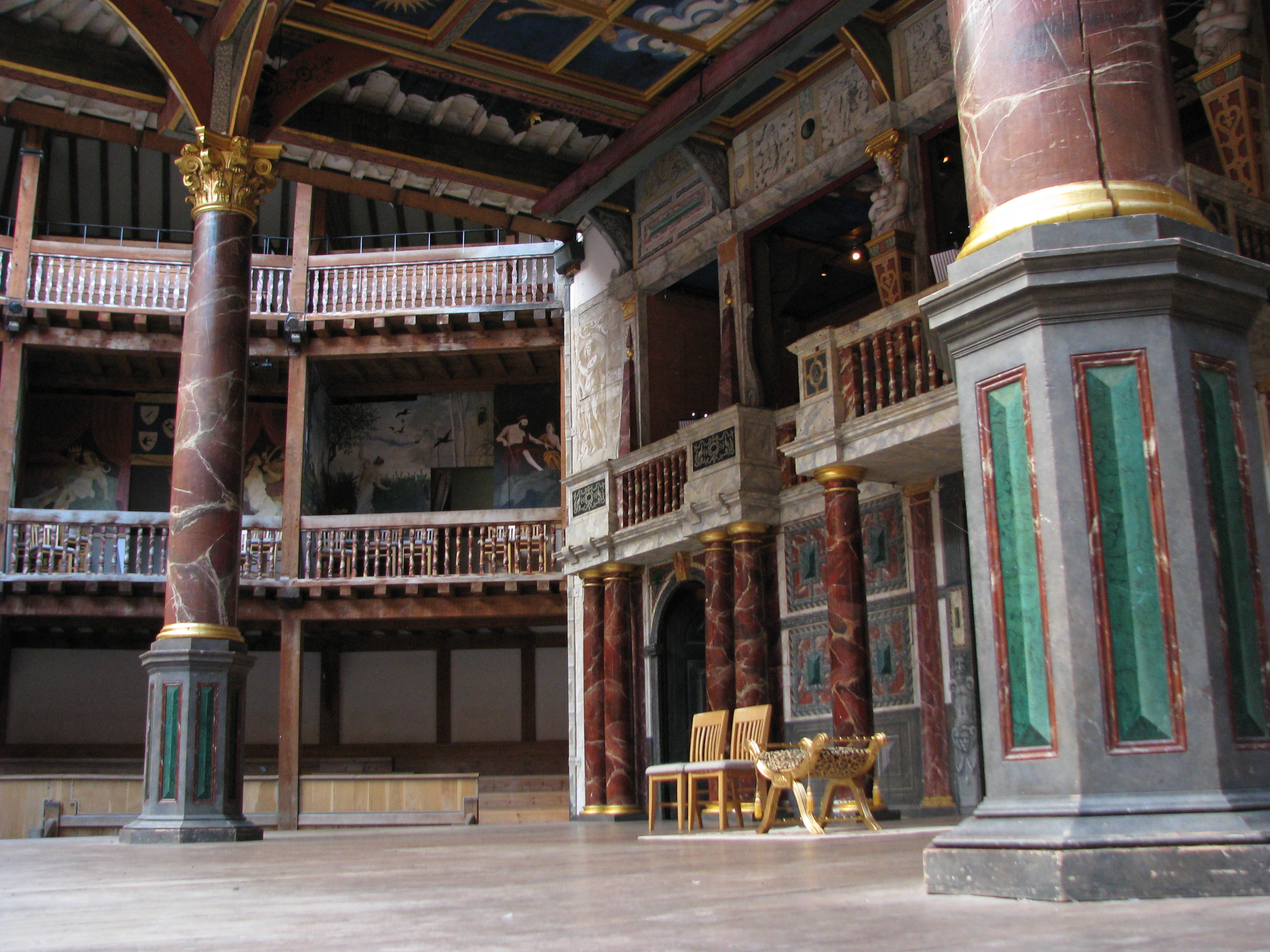
Il palco visto dalla platea

## Altre ricostruzioni
Argentina
- Teatro Shakespeare (Buenos Aires)

Germania
- Globe Neuss (Neuss)
- Globe Theatre (Europa-Park)
- Globe Theatre (Schwäbisch Hall)

Italia

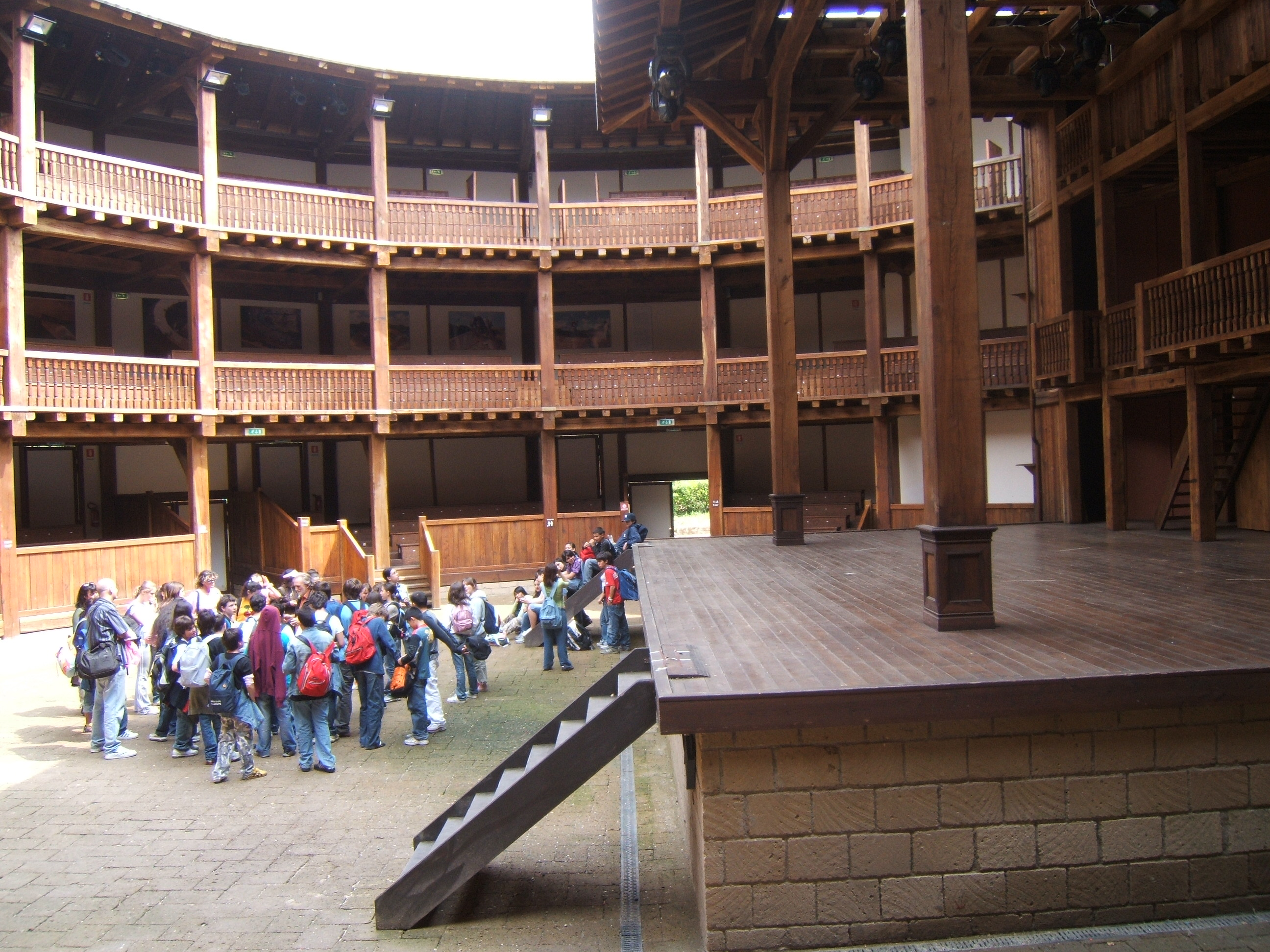
Interni del Silvano Toti Globe Theatre

- Gigi Proietti Globe Theatre Silvano Toti (Villa Borghese  - Roma)

Giappone
- Panasonic Globe Theatre (Tokyo)
- Shakespeare Hall (Tokyo)

Nuova Zelanda
- Veduta esterna del Globe Theatre di RomaPop-up Globe (Auckland)

Stati Uniti

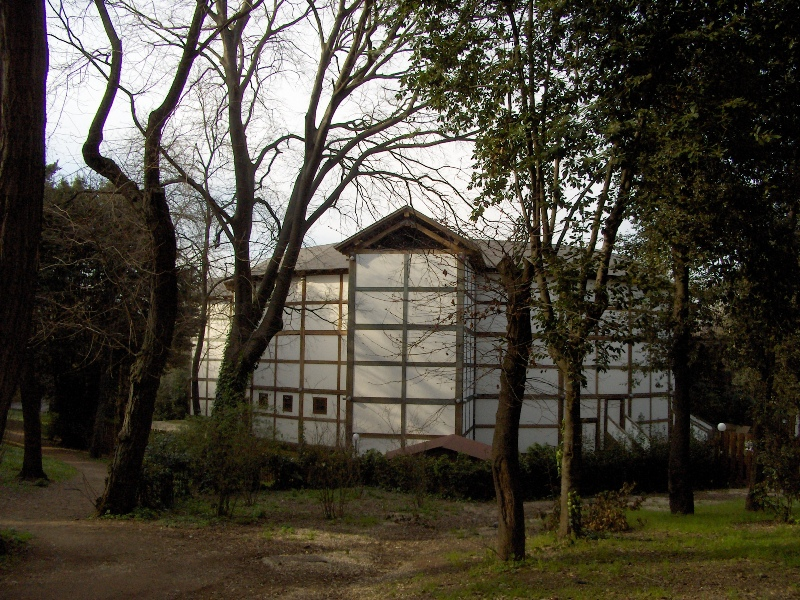
Veduta esterna del Globe Theatre di Roma

- Allen Elizabethan Theatre (Ashland)
- Curtain Theatre (Austin)
- Adams Shakespearean Theatre (Cedar City)
- Old Globe Theatre (Dallas)
- Globe of the Great Southwest (Odessa)
- Old Globe Theatre (San Diego)
- Globe Theatre (Williamsburg)
- The Rose Playhouse (Twin Lake)